# Wormgat

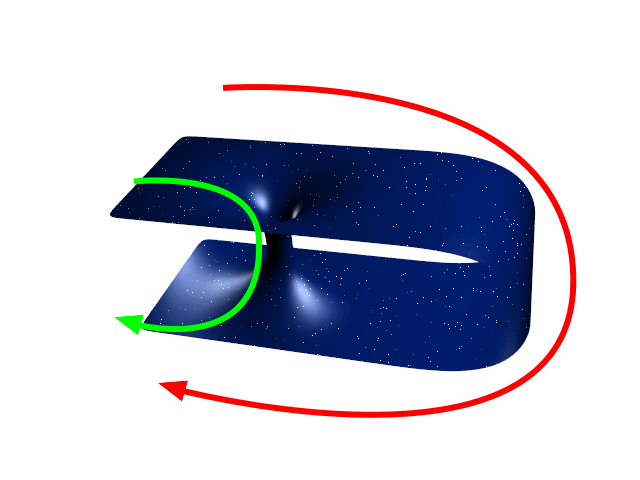
Driedimensionale voorstelling van een wormgat

Een wormgat, ook bekend als een Einstein-Rosen brug, is een hypothetische mogelijkheid om binnen de ruimtetijd sneller dan het licht te reizen. In de normale ruimte kan men tussen twee punten niet sneller reizen dan het licht, maar volgens de theorie van een wormgat bestaat er een "korte weg" in het universum. Langs deze korte weg is het dan mogelijk om sneller naar een ander punt in de ruimte te reizen dan wanneer je zou "omreizen" over de normale weg, ook al zou je dat doen met de snelheid van het licht.

## Geschiedenis
De term wormgat werd bedacht door de Amerikaanse theoretisch natuurkundige John Wheeler in 1957, maar het idee van wormgaten was al getheoretiseerd in 1921 door de Duitse wiskundige Hermann Weyl in verband met zijn analyse van de massa in termen van het elektromagnetisch veld.
De naam wormgat komt van de analogie die vroeger gebruikt werd om dit uit te leggen: beeld je in dat het universum de schil van een appel is, en een worm van de éne zijde van de appel naar de andere zijde wil geraken. Als de worm op de schil van de appel blijft is de kortste afstand de helft van de omtrek van de appel. Maar als de worm in plaats van rond te gaan, een gat (wormgat) graaft recht door de appel, is de afstand merkbaar minder, namelijk de diameter van de appel.

## Theoretische basis
Het is onbekend of wormgaten mogelijk zijn binnen de algemene relativiteitstheorie (ART).
Alle bekende oplossingen van de ART die wormgaten toelaten, vereisen het bestaan van materie die een negatieve energiedichtheid heeft. Toch is het nog niet wiskundig bewezen dat dit een absolute vereiste is voor wormgaten, noch is het bewezen dat die speciale materie niet kan bestaan. En aangezien er nog geen theorie van de kwantumgravitatie bestaat, is het onmogelijk te zeggen of wormgaten mogelijk zijn of niet.
Veel fysici geloven dat wormgaten niet mogelijk zijn omdat ze theoretische problemen opwerpen, zoals de mogelijkheid tot tijdreizen, en dat de wetten van de fysica ze verbieden. Dit alles blijft speculatie.

## Tijdgaten
Een wormgat zou tijdreizen mogelijk kunnen maken. Dit zou bereikt kunnen worden door één einde van het wormgat te versnellen ten opzichte van het andere einde, en deze twee eindes later terug te brengen. Voor het versnelde wormgat zou dan minder tijd voorbijgegaan zijn dan voor het wormgat dat is blijven staan (relativistische tijddilatatie). Dit zou dus betekenen dat alles wat het stationaire wormgat zou binnengaan, het versnelde wormgat zou verlaten op een tijdstip voor het object binnenging. Dit wordt een "tijdgat" genoemd.
Men denkt dat het misschien niet mogelijk is om een wormgat in een tijdmachine te veranderen op deze wijze, maar sommige mathematische modellen tonen aan dat virtuele deeltjes continu door een tijdgat zouden reizen met een steeds toenemende intensiteit.
Toch kan men ook denken aan een theorie van wormgaten als gaten in de tijd en dat het lijkt of de reissnelheid hoger is dan de lichtsnelheid, maar dat is een illusie. Wij zouden dan kunnen reizen naar ver afgelegen sterrenstelsels in een fractie van de tijd die men nu denkt nodig te hebben, met een fractie van de lichtsnelheid.

## Sciencefiction
In sciencefiction komen vaak wormgaten voor om vreemde en onalledaagse situaties te scheppen en als handig transportmiddel. Voorbeelden:
- In de baanbrekende film 2001: A Space Odyssey komt een 'sterrenpoort', een soort van wormgat, voor, waardoor de held naar ver van het zonnestelsel liggende sterren reist en daar transcendeert tot een 'sterrenkind'; een bovenmenselijke intelligentie.
- In Star Trek komen wormgaten voor. Met name in de serie Deep Space Nine, spelen de avonturen zich af rond het ruimtestation Deep Space 9, dat is gestationeerd bij een wormgat; een belangrijk knooppunt in het ruimteverkeer tussen twee kwadranten.
- In de serie ‘Dark’ komt een wormgat voor in een grot, wanneer men door de grot reist, kan men naar het verleden of de toekomst reizen.
- Ook in de televisieserie Stargate SG-1 reist men vaak door wormgaten om zo in minder dan een seconde op een planeet vele lichtjaren verder te zijn.
- Een bekende sf-roman is Eon van Greg Bear: hierin komt een wormgat voor dat een heel universum op zichzelf is: de Weg. Via dit reuzenwormgat kan men ook in andere universa komen.
- In de film Donnie Darko blijken gebeurtenissen samen te hangen met een bestaand wormgat.
- In de televisieserie Farscape belandt hoofdpersonage John Crichton per wormgat in een afgelegen universum. Later zal hij ook de kennis krijgen om wormgaten te voorspellen, iets wat hem veel achtervolgers oplevert. Aan het eind van de serie worden wormgaten ook als wapen ingezet.
- In de televisieserie Sliders reizen de hoofdpersonen door wormgaten naar parallelle universa.
- In het boek Contact van Carl Sagan uit 1985 en de daarop gebaseerde film uit 1997, reist de hoofdpersoon door een wormgat.
- In de film Déjà vu keert het hoofdpersonage terug in de tijd via het principe van een wormgat.
- In het spel Crysis 3 reizen de Ceph aliens met een moederschip door een wormgat vanuit kwadrant m87. Ter assistentie om de aarde te veroveren.
- In het spel Halo 2 ontsnapt het ruimteschip met de profeet Regret aan boord door middel van een wormgat van de aarde. Hierbij werd een hele stad vernietigd. Master Chief volgde het schip door het wormgat en kwam zo aan bij de tweede Halo.
- In het spel EVE Online is reizen door wormgaten een mogelijke vorm van reizen. Zo is het mogelijk op planetenstelsels te komen die nog nooit eerder zijn ontdekt.
- In de film Thor wordt er van de ene dimensie naar de andere dimensie gereisd door middel van een wormgat.
- In de film Zathura: A Space Adventure verneem je dat de grote broer van het stel door een wormgat kruipt, waarna hij ongeveer 20 jaar ouder is.
- In de film Interstellar van Christopher Nolan reist een groep astronauten via een wormgat naar een andere locatie in het universum, in de hoop een nieuwe leefbare planeet te ontdekken voor aardbewoners. De ruimtetijd tunnel waar ze zich in verkeren brengt ze in contact met dimensies hoger dan onze drie-dimensionale grenzen.
- In de game Elite: Dangerous uit de game series Elite. Is reizen door wormgaten de manier om snel van het ene planetenstelsel naar een andere planetenstelsel te gaan. Het apparaat dat deze wormgaten opwekken die hyperspace mogelijk maakt is een FSD ook wel bekend als 'Frame Shift Drive'
- In het Suske en Wiske-album Het schrikkelspook kan professor Barabas wormgaten creëren met een "tijdstablet", zodat de vrienden met een vliegtuig naar het verleden kunnen vliegen.